# Hemibystra amboimensis
Hemibystra amboimensis là một loài tò vò trong họ Ichneumonidae.